# ماري هارتويل كاثروود
ماري هارتويل كاثروود (بالإنجليزية: Mary Hartwell Catherwood)‏ هي كاتِبة وكاتبة للأطفال وشاعرة أمريكية، ولدت في 1847 في أوهايو في الولايات المتحدة، وتوفيت في 1902 في شيكاغو في الولايات المتحدة.